# Jean-Baptiste Fossin
Jean-Baptiste Fossin (* 28. Juni 1786 in Paris; † 5. Oktober 1848 in Vaudoyen) war ein französischer Gold- und Silberschmied.

## Leben
Kurz nach der Abdankung Napoleon Bonapartes übernahm der Goldschmiedemeister Jean-Baptiste Fossin von seinem ehemaligen Arbeitgeber Marie-Ètienne Nitot eine Schmuckmanufaktur, die dieser 1780 gegründet hatte. Seit 1802 war Nitot offizieller Hoflieferant der französischen Krone gewesen. Über den Anteil Fossins an Projekten wie der Herstellung der Krone Napoleons und des imperialen Schwerts ist nichts bekannt, allerdings ist eine Mitarbeit aufgrund seines handwerklichen Könnens sehr wahrscheinlich. 
Fossin und sein Sohn wurden für ihren von der italienischen Renaissance inspirierten romantischen Schmuck bekannt, der häufig naturalistische Motive wie Weinblätter, Früchte und Weißdorn zeigte. Die Schmuckstücke waren insbesondere unter der Oberschicht von Paris sehr beliebt.
Fossin wurde auf dem Friedhof von Montmartre begraben, zusammen mit seiner Ehefrau und dem gemeinsamen Sohn Jean-Jacques Fossin alias Jules Fossin. 

## Nachfolger
Sein Sohn Jules Fossin gründete später zusammen mit seinem Geschäftspartner Jean-Valentin Morel in London ein weiteres Juweliergeschäft. Der Pariser Hersteller für luxuriösen Schmuck Chaumet sieht sich als direkten Nachfolger von Nitot, den Fossins und Morel.